# Bao Thanh Thiên (phim truyền hình 1993)
Bao Thanh Thiên (tiếng Trung: 包青天, tiếng Anh: Justice Pao) là một bộ phim truyền hình nhiều tập Đài Loan do Đài Loan sản xuất và phát hành vào năm 1993.

## Lịch sử
Thuộc thể loại phim truyền hình cổ trang lấy đề tài điều tra phá án, loạt phim xoay xung quanh việc điều tra các vụ án xảy ra đời Bắc Tống được vị quan nổi tiếng là Bao Công xét xử. Trong phim, Bao Công được mô tả là "sao Văn Khúc giáng sinh", vừa có trí tuệ anh minh lại một lòng vì nước vì dân. Biểu tượng của bộ phim chính là hình ảnh Bao Công chấp pháp nghiêm minh, không nể nang thiên vị, không khiếp sợ cường quyền, đã bao phen hóa giải nỗi oan khuất và trừng trị kẻ gian ác tại công đường, được nhân dân coi là hiện thân của công lý nơi trần thế. "Đạo Trời lồng lộng, thưa mà không lọt; Vương tử phạm pháp tội như thứ dân" chính là lý tưởng cao cả của ông và các phụ tá ở phủ Khai Phong.
Dàn diễn viên chính của bộ phim gồm Kim Siêu Quần vai Bao Công, Hà Gia Kính vai Triển Chiêu và Phạm Hồng Hiên trong vai Công Tôn Sách. Bản nhạc dạo đầu của phim là Bao Thanh Thiên, kết thúc mỗi tập phim là bản Tân uyên ương hồ điệp mộng, ngoài ra bản Huề thủ du nhân gian cũng được sử dụng. Bộ phim được dự kiến ban đầu chỉ 15 tập. Tuy nhiên, những tập phát sóng ban đầu thu hút tỉ lệ xem đài cao. Do đó, CTS mở rộng độ dài loạt phim. Toàn bộ loạt phim truyền hình Bao Thanh Thiên có độ dài lên tới 236 tập với thời lượng 60 phút mỗi tập, mỗi câu chuyện về một vụ án thường diễn ra trong khoảng 4 đến 6 tập.
Bao Thanh Thiên sau khi công chiếu đã đạt được thành công vang dội ở nhiều nước châu Á như Đài Loan, Trung Quốc, Hồng Kông, Indonesia, Thái Lan, Singapore và Việt Nam. Đây được coi là bộ phim truyền hình kinh điển, có sự kết hợp tuyệt vời giữa những tình tiết ly kỳ hấp dẫn với các bài học đạo đức nhân sinh sâu sắc. Bộ phim đem lại cho người xem niềm tin "Đạo Trời lồng lộng, thưa mà không lọt, công lý tất thắng gian tà": người nhân nghĩa tất được giải oan, kẻ gian ác xảo quyệt thì tất bị trừng trị. Các vai diễn Bao Công của Kim Siêu Quần, Triển Chiêu của Hà Gia Kính được coi là hình mẫu, khó có diễn viên nào có thể thay thế được. Ngoài ra, yếu tố nhạc phim và võ thuật trong phim cũng được đánh giá cao.
Bộ phim đã tạo ra một cơn sốt về phim lấy đề tài điều tra phá án, sau thành công của Bao Thanh Thiên, đã có nhiều phim truyền hình khác khai thác đề tài về Bao Công như Tân Bao Thanh Thiên, Tuổi trẻ Bao Thanh Thiên, Bao Công xuất tuần, Bao Công kỳ án và nhiều bộ phim khác có sự xuất hiện của nhân vật Bao Thanh Thiên.

## Diễn viên

### Khai Phong Phủ
- Kim Siêu Quần trong vai Bao Công
- Hà Gia Kính trong vai Triển Chiêu
- Phạm Hồng Hiên trong vai Công Tôn Sách

#### Bốn hộ vệ củaBao Công
- Cao Niệm Quốc (Gao Nian-Guo) trong vai Vương Triều
- Từ Kiến Vũ (từ bộ 1 đến b21) và sau này là Lưu Việt Đích (từ bộ 22 đến b41) trong vai Mã Hán
- Dương Hùng (Hsiung Yang) trong vai Trương Long
- Thiệu Trường Sinh trong vai Triệu Hổ

### Triều đình
- Vương Trung Hoàng (Wang Chung-Wang) (từ bộ 2 đến b28) và sau đó là Thi Vũ (Si Yue) (từ bộ 29 đến b41) trong vai Vua Tống Nhân Tông
- Long Long (Lung Lung) trong vai Bát Hiền Vương
- Tào Kiện (Cao Jian) trong vai Vương Thừa Tướng
- Đỗ Mãn Sinh (Tu Man-Sheng) trong vai Bàng Thái sư
- Trần Kỳ (Chi Chen) trong vai Bàng Quý phi
- Hầu Bỉnh Oánh (April Hau Bing-Ying) trong vai Công chúa

## Danh sách các Vụ án
| Bộ | Số tập       | Tên gốc                                | Tên chiếu tại Việt Nam              |
| -- | ------------ | -------------------------------------- | ----------------------------------- |
| 1  | 6. (1-6)     | 鍘美案 (Trát Mỹ án)                    | Xử án Trần Thế Mỹ                   |
| 2  | 5. (7-11)    | 真假狀元 (Chân giả Trạng nguyên)       | Trạng nguyên thật, Trạng nguyên giả |
| 3  | 7. (12-18)   | 狸貓換太子 (Ly miêu tráo Thái tử)      | Ly miêu hoán Chúa                   |
| 4  | 3. (19-21)   | 雙釘記 (Song đinh ký)                  | Song đinh ký                        |
| 5  | 4. (22-25)   | 探陰山 (Thám âm sơn)                   | Thám âm sơn                         |
| 6  | 4. (26-29)   | 紅花記 (Hồng hoa ký)                   | Hồng hoa ký                         |
| 7  | 5. (30-34)   | 鍘龐昱 (Trát Bàng Dục)                 | Trảm Bàng Dục                       |
| 8  | 9. (35-43)   | 鍘包勉 (Trát Bao Miễn)                 | Trảm Bao Miễn                       |
| 9  | 3. (44-46)   | 烏盆記 (Ô bồn ký)                      | Cái chậu đen                        |
| 10 | 5. (47-51)   | 秋娘 (Thu Nương)                       | Thu Nương                           |
| 11 | 4. (52-55)   | 鍘王爺 (Trát Vương gia)                | Trảm Vương gia                      |
| 12 | 5. (56-60)   | 古琴怨 (Cổ cầm oán)                    | Cổ cầm oán                          |
| 13 | 9. (61-69)   | 三擊鼓 (Tam kích cổ)                   | Ba hồi trống                        |
| 14 | 5. (70-74)   | 攣生劫 (Song sinh kiếp)                | Song sinh kiếp                      |
| 15 | 5. (75-79)   | 報恩亭 (Báo ân đình)                   | Báo ân đình                         |
| 16 | 5. (80-84)   | 真假女婿 (Chân giả Hiền tế)            | Rể thật, Rể giả                     |
| 17 | 4. (85-88)   | 紫金錘 (Tử Kim chùy)                   | Tử Kim chùy                         |
| 18 | 9. (89-97)   | 天下第一莊 (Thiên hạ đệ nhất trang)    | Thiên hạ đệ nhất trang              |
| 19 | 5. (98-102)  | 寸草心 (Thốn thảo tâm)                 | Một tấc thảo tâm                    |
| 20 | 8. (103-110) | 屠龍記 (Đồ long ký)                    | Đồ long ký                          |
| 21 | 5. (111-115) | 鴛鴦蝴蝶夢 (Uyên ương hồ điệp mộng)    | Uyên ương hồ điệp mộng              |
| 22 | 6. (116-121) | 天倫劫 (Thiên luân kiếp)               | Thiên luân kiếp                     |
| 23 | 6. (122-127) | 孔雀膽 (Khổng tước đảm)                | Mật khổng tước                      |
| 24 | 6. (128-133) | 真假包公 (Chân giả Bao Công)           | Bao Công thật, Bao Công giả         |
| 25 | 6. (134-139) | 貞節牌坊 (Trinh tiết bài phường)       | Tấm bảng trinh tiết                 |
| 26 | 5. (140-144) | 血雲幡傳奇 (Huyết vân phiên truyền kỳ) | Huyết vân phiên                     |
| 27 | 7. (145-151) | 生死戀 (Sinh tử ước)                   | Sinh tử luyến                       |
| 28 | 6. (152-157) | 尋親記 (Tầm thân ký)                   | Tầm thân ký                         |
| 29 | 6. (158-163) | 踏雪尋梅 (Đạp tuyết tầm mai)           | Đạp tuyết tầm mai                   |
| 30 | 6. (164-169) | 青龍珠 (Thanh Long châu)               | Thanh Long châu                     |
| 31 | 6 (170-175)  | 魚美人 (Ngư mỹ nhân)                   | Mỹ nhân ngư                         |
| 32 | 5. (176-180) | 狄青 (Địch Thanh)                      | Xử án Địch Thanh                    |
| 33 | 7. (181-187) | 孝子章洛 (Hiếu tử Chương Lạc)          | Hiếu tử Chương Lạc                  |
| 34 | 7. (188-194) | 雷霆怒 (Lôi đình nộ)                   | Lôi đình nộ                         |
| 35 | 7. (195-201) | 陰陽判 (Âm dương phán)                 | Quẻ bói âm dương                    |
| 36 | 6. (202-207) | 九道本 (Cửu đạo bản)                   | Chín bản tấu chương                 |
| 37 | 6. (208-213) | 菩薩嶺 (Bồ tát lĩnh)                   | Núi Bồ tát                          |
| 38 | 6. (214-219) | 畫中話 (Họa trung thoại)               | Lời trong tranh                     |
| 39 | 6. (220-225) | 龐妃有喜 (Bàng Phi hữu hỷ)             | Bàng Phi có mang                    |
| 40 | 6. (226-231) | 乞丐王孫 (Khất cái Vương Tôn)          | Vương Tôn ăn mày                    |
| 41 | 5. (232-236) | 五鼠鬧東京 (Ngũ Thử náo Đông Kinh)     | Ngũ Thử náo Đông Kinh               |

## Giải thưởng và Đề cử

### Giải thưởng Chuông vàng
| Số thứ tự | Năm  | Hạng mục                                                                             | Kết quả   |
| --------- | ---- | ------------------------------------------------------------------------------------ | --------- |
| 1         | 1993 | Nam diễn viên chính phim truyền hình xuất sắc nhất - Kim Siêu Quần cho vai Bao Công  | Đoạt giải |
| 2         | 1993 | Nam diễn viên phụ phim truyền hình xuất sắc nhất - Thai Trí Nguyên cho vai Quách Hoè | Đoạt giải |

## Nhạc phim

### Đầu phim
Bài nhạc chủ đề mở đầu phim do ca sĩ Hồ Qua (胡瓜) trình bày có cùng tựa đề của bộ phim. Ban đầu bản nhạc được ca sĩ Tưởng Quang Siêu (蔣光超) thể hiện  từ loạt phim cùng tựa đề trước đó của hãng CTS vào năm 1974. Bản tiếng Việt với tựa đề Con đường thiên lý được ca sĩ kiêm sáng tác nhạc Nguyên Lộc dịch và thể hiện cùng nhóm nhạc K6.
- Một phiên bản tiếng Quảng Đông ("願世間有青天" - Nguyện thế gian hữu thanh thiên) do Lâm Tử Tường trình bày chính là nhạc nền đầu phim khởi chiếu trên đài TVB của Hồng Kông. Nó cũng là nhạc dạo mở đầu phim cho hai phiên bản khác vào năm 1995 của đài TVB, cả hai đều mang tên "Bao Thanh Thiên".
- Phiên bản tiếng Tagalog là nhạc nền mở đầu phim chiếu trên đài ABC-5 tại Philippines.

### Cuối phim
Bản nhạc cuối phim là "Tân uyên ương hồ điệp mộng" (tiếng Trung: 新鴛鴦蝴蝶夢), do Hoàng An (黃安) sáng tác và trình bày.
- Bản nhạc đã trở thành một hiện tượng lớn trong thế giới Hoa ngữ, và album của Hoàng An với cùng tựa đề đã trở thành một trong những album bán chạy nhất tại Đài Loan, với hơn 1 triệu bản được bán ra.
- Các phiên bản ở nhiều ngôn ngữ khác ra đời dựa theo ảnh hưởng của bộ phim trong khu vực. Hà Gia Kính cho ra đời phiên bản tiếng Quảng Đông (cũng với tên gọi "Tân uyên ương hồ điệp mộng") do Albert Leung viết lời. Hai phiên bản tiếng Quảng Đông sau đó (đều mang tựa "愛於錯誤年代" - Ái ư thác ngộ niên đại) đều do ca sĩ Hoàng An và Loletta Lee trình bày. Một phiên bản tiếng Anh nổi tiếng do ban nhạc Tokyo Square của Singapore trình bày mang tên "Can't Let Go". Một phiên bản tiếng Anh khác cũng được thu âm với tựa đề "Wonderful World". Ngoài ra còn các phiên bản tiếng Phúc Kiến Đài Loan ("Uyên ương hồ điệp mộng" của ca sĩ Joyce Lim), tiếng Thái ("สุดจะหยุดใจ" của Koong Tuangsith Reamchinda), tiếng Việt ("Uyên ương hồ điệp mộng" của Đan Trường, Minh Thuận, Lý Hải, Hồ Quang Hiếu), tiếng Khmer ("ព្រួយ ជាមួយ ចន្ទ" của Khemarak Sereymon) và tiếng Indonesia ("Melody Memory" của Lavenia), cùng một số phiên bản khác.

Một bản nhạc kết phim khác cũng được sử dụng trong những tập cuối là "Huề thủ du nhân gian" (tiếng Trung: 攜手遊人間; nghĩa đen 'Dắt tay dạo thế gian') do Trương Chân thể hiện.